# Lorraine Ashbourne

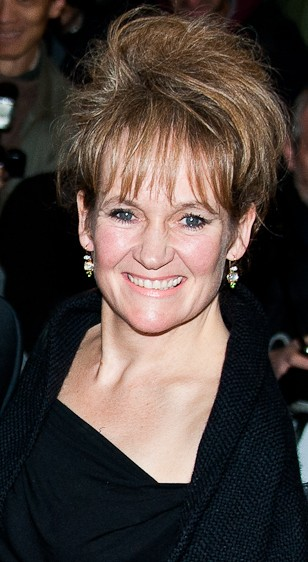
Lorraine Ashbourne

Lorraine Ashbourne (* 10. April 1961 in Manchester) ist eine britische Theater- und Filmschauspielerin.

## Leben
Lorraine Ashbourne wurde Mitte der 1980er Jahre als Schauspielerin für Film, Fernsehen und Theater aktiv. So spielte sie 1988 „Maisie Davies“ in Entfernte Stimmen – Stilleben. Ab 1998 spielte sie Hauptrollen in den BBC-Serien City Central und Playing the Field. 2006 spielte sie im TV-Vierteiler Jane Eyre als „Mrs. Fairfax“. 2013 war sie im Spielfilm The Selfish Giant zu sehen und 2015 in der Miniserie The Interceptor. Ab 2020 spielte sie die Bedienstete „Mrs. Varley“ in der Historien-Serie Bridgerton.

## Privatleben
Sie ist seit 2002 mit dem Schauspieler Andy Serkis verheiratet. Aus der Beziehung gingen die drei Kinder Ruby Ashbourne Serkis, Sonny Ashbourne Serkis und Louis Ashbourne Serkis hervor, die alle schauspielerisch tätig wurden.

## Filmografie (Auswahl)
- 1988: Entfernte Stimmen – Stilleben (Distant Voices, Still Lives)
- 1995: Jack und Sarah – Daddy im Alleingang (Jack & Sarah)
- 1997: Ballfieber (Fever Pitch)
- 1998–2000: City Central (Fernsehserie, 30 Folgen)
- 1998–2002: Playing the Field (Fernsehserie, 31 Folgen)
- 2005: King Kong
- 2006: Jane Eyre (TV-Vierteiler)
- 2013: The Selfish Giant
- 2015: The Interceptor (Miniserie, 8 Folgen)
- 2015: London Spy (Miniserie, 2 Folgen)
- 2015: Kind 44 (Child 44)
- 2016: Jericho (Miniserie, 8 Folgen)
- 2017: Solange ich atme (Breathe)
- 2018: Inspector Barnaby (Midsomer Murders) Fernsehserie, Staffel 20, Folge 6: Ein Mords-Zirkus (Send In The Clowns)
- seit 2020: Bridgerton (Fernsehserie)
- 2024: Der Herr der Ringe: Die Schlacht der Rohirrim (The Lord of the Rings: The War of the Rohirrim, Stimme)